# General Electric Theater
General Electric Theater est une série d'anthologie américaine présentée par Ronald Reagan et diffusée à la radio et à la télévision sur CBS entre le 1er février 1953 et le 27 mai 1962. La série était sponsorisée par le département des relations publiques de General Electric. Cette série est inédite en France.

## Radio
Après une audition le 18 janvier 1953 intitulé The Token avec Dana Andrews, l'émission de radio remplace durant l'été le The Bing Crosby Program et fait ses débuts sur CBS le 9 juillet 1953, avec Ronald Colman dans Random Harvest. Avec des invités comme Cary Grant, Irene Dunne, Van Johnson, Jane Wyman, William Holden, Alan Young, Dorothy McGuire, John Hodiak, Ann Blyth, James Mason, Joan Fontaine et Judy Garland, la série a continué jusqu'au 1er octobre 1953. Jaime del Valle produit et réalise l'émission, avec Ken Carpenter à la présentation et Wilbur Hatch pour la musique.

## Télévision
La version télévisée du programme, produit par MCA-TV/Revue Studios est diffusée tous les dimanches soir du 1er février 1953 au 27 mai 1962. Chacun des 200 épisodes diffusés est une adaptation d'un roman, d'une nouvelle, d'une pièce, d'un film ou d'un magazine de fiction. Une exception est cependant faite en 1954 avec l'épisode Music for Christmas, qui présente le directeur de chorale Fred Waring (en) et son groupe The Pennsylvanians qui jouent des musiques de Noël.
Le 26 septembre 1954, Ronald Reagan fait ses débuts en tant que présentateur de l'émission. General Electric a ajouté un présentateur pour assurer une continuité dans le format de série d'anthologie, c'est-à-dire une série où seul le thème fait le lien entre des épisodes indépendants, sans personnages récurrents. La série est présente dans le classement des 30 meilleures audiences de 1953 à 1960 : 27e pour la saison 1953-1954, 17e pour la saison 1954-1955, 11e pour la saison 1955-1956, 3e pour la saison 1956-1957, 7e pour la saison 1957-1958, 26e pour la saison 1958-1959, 23e pour la saison 1959-1960 et 20e pour la saison 1960-1961.

## Acteurs

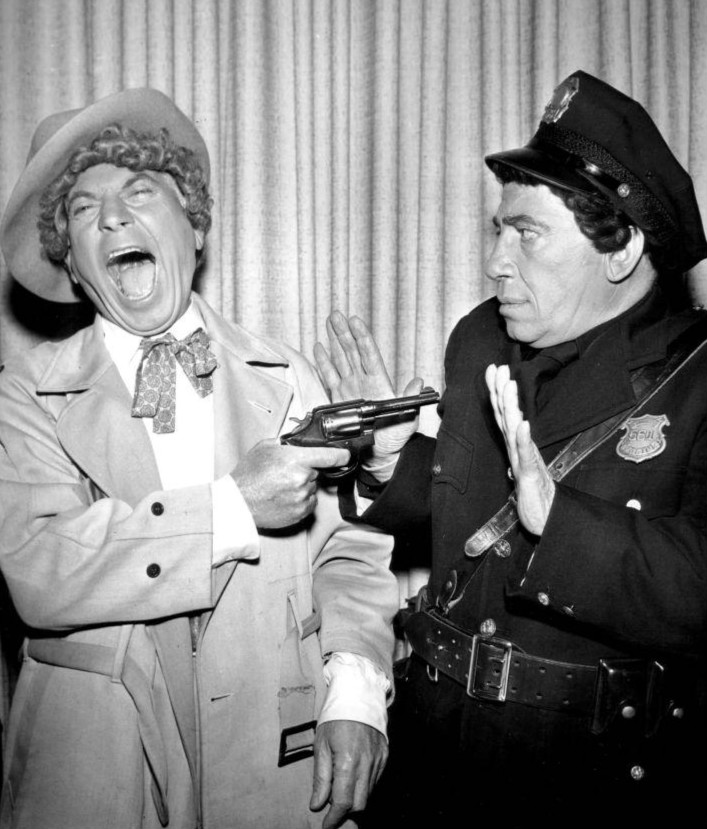
Harpo et Chico Marx dans l'épisode pantomime The Incredible Jewelry Robbery en 1959.

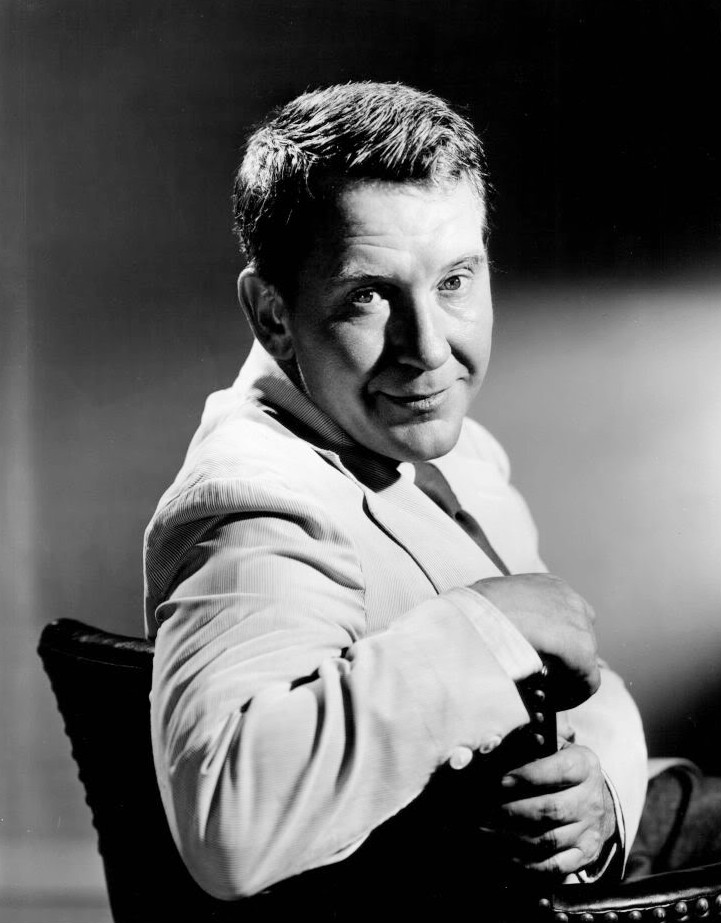
Photo publicitaire de Burgess Meredith pour la série en 1954.

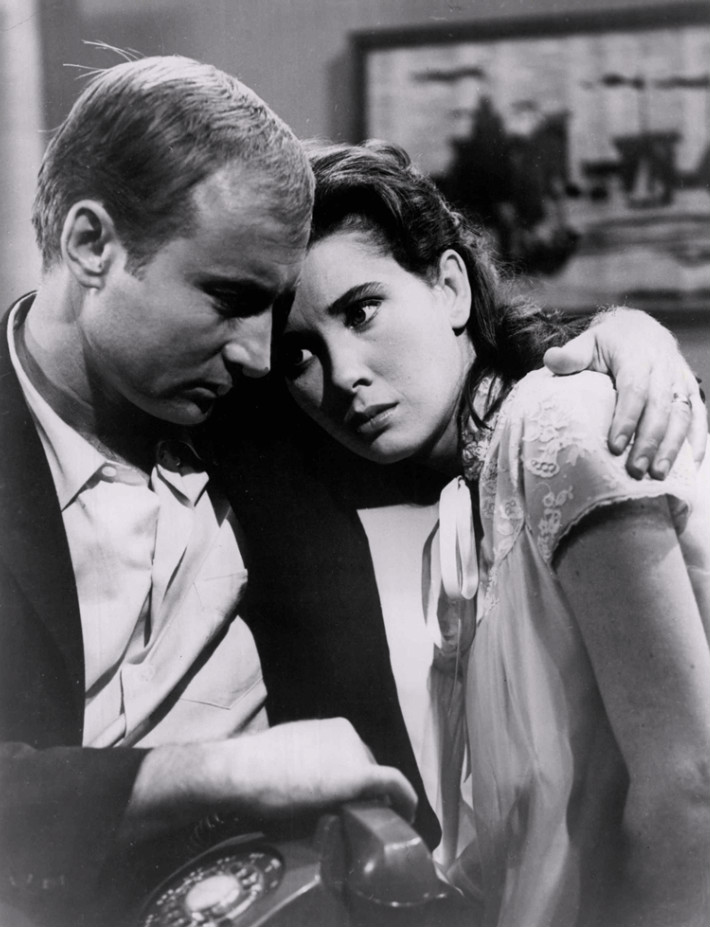
Nick Adams et Elinor Donahue dans l'épisode A Voice on the Phone en 1961.

- Bud Abbott
- Nick Adams
- Claude Akins
- Eddie Albert
- Leon Ames
- Edward Andrews
- Fred Astaire
- Phyllis Avery
- Parley Baer
- Raymond Bailey
- Patricia Barry
- Anne Baxter
- Jack Benny
- Whit Bissell
- Ray Bolger
- Ward Bond
- Scott Brady
- Neville Brand
- Ernest Borgnine
- Diane Brewster
- Charles Bronson
- Sally Brophy
- Edgar Buchanan
- Michael Burns
- Francis X. Bushman
- Red Buttons
- Macdonald Carey
- Jack Carson
- Jack Cassidy
- George Chandler
- Lon Chaney Jr.
- Phyllis Coates
- Lee J. Cobb
- Claudette Colbert
- Ronald Colman
- Chuck Connors
- Russ Conway
- Ellen Corby
- Lou Costello
- Joseph Cotten
- Jerome Cowan
- Bob Crane
- Joan Crawford
- Hume Cronyn
- Tony Curtis
- Bette Davis
- Sammy Davis, Jr.
- James Dean
- Richard Denning
- Dan Duryea
- John Ericson
- Richard Eyer
- William Fawcett
- Frank Ferguson
- Nina Foch
- Joan Fontaine
- Eduard Franz
- Eva Gabor
- Zsa Zsa Gábor
- Judy Garland
- Greer Garson
- Anthony George
- George Gobel
- Billy Gray
- Virginia Gregg
- Virginia Grey
- Kevin Hagen
- Alan Hale Jr.
- Barbara Hale
- Darryl Hickman
- Ed Hinton
- Dennis Holmes
- Skip Homeier
- Ron Howard
- Gary Hunley
- Kim Hunter
- Burl Ives
- Victor Jory
- Allyn Joslyn
- Boris Karloff
- Joseph Kearns
- Ricky Kelman
- Ernie Kovacs
- Otto Kruger
- Nancy Kulp
- Alan Ladd
- Michael Landon
- Joi Lansing
- Keith Larsen
- Charles Laughton
- Piper Laurie
- Cloris Leachman
- Art Linkletter
- Myrna Loy
- Dayton Lummis
- Carol Lynley
- Dorothy Malone
- Flip Mark
- Strother Martin
- Scott Marlowe
- Nora Marlowe
- E. G. Marshall
- Lee Marvin
- Chico Marx
- Groucho Marx
- Harpo Marx
- Raymond Massey
- Walter Matthau
- Tyler MacDuff (en)
- Gisele MacKenzie
- Fred MacMurray
- George Macready
- Kevin McCarthy
- John McIntire
- Eve McVeagh
- Patrick McVey
- Tyler McVey
- Joyce Meadows
- Burgess Meredith
- Gary Merrill
- Robert Middleton
- Vera Miles
- Ray Milland
- Ewing Mitchell
- George Montgomery
- Rita Moreno
- Read Morgan
- Audie Murphy
- Burt Mustin
- Leslie Nielsen
- Lloyd Nolan
- Dan O'Herlihy
- J. Pat O'Malley
- Barbara Parkins
- Neva Patterson
- John Payne
- Larry Pennell
- Suzanne Pleshette
- Judson Pratt
- Vincent Price
- Nancy Reagan
- Jason Robards Sr.
- Ruth Roman
- George Sanders
- Karen Sharpe
- Robert F. Simon
- Dean Stockwell
- Everett Sloane
- Stella Stevens
- Jimmy Stewart
- Olive Sturgess
- Hope Summers
- Gloria Talbott
- Rod Taylor
- Phyllis Thaxter
- Gene Tierney
- Audrey Totter
- Harry Townes
- Claire Trevor
- Lurene Tuttle
- Gary Vinson
- Beverly Washburn
- David Wayne
- Jesse White
- Cornel Wilde
- Rhys Williams
- Natalie Wood
- Fay Wray
- Will Wright
- Ed Wynn
- Keenan Wynn

## Musique
- Elmer Bernstein 8 épisodes 1959-1962
- Jerry Goldsmith 6 épisodes 1959-1962

Les musiques de ces deux compositeurs pour la série ont fait l'objet d'éditions en CD. Themes from The General Electric Theater par Elmer Bernstein, Intrada Volume    292 (Septembre 2014) et Jerry Goldsmith at The General Electric Theater Intrada INT-7179 (Août 2024).
D'autres compositeurs célèbres ont oeuvré dans cette série, notamment Bernard Herrmann, John Williams.